# Ruda (Italia)
Ruda es una localidad y comune italiana de la provincia de Udine, región de Friuli-Venecia Julia, con 3.004 habitantes.

## Evolución demográfica
| Gráfica de evolución demográfica de Ruda entre 1861 y 2001 |
|                                                            |
| Fuente ISTAT - elaboración gráfica de Wikipedia            |